# Jaroslav Heim
Jaroslav Heim, křtěný Jaroslav Jan (30. dubna 1889 Karlín – 11. července 1951 Polička), byl český malíř, grafik a středoškolský profesor.

## Život
Narodil se v Karlíně v rodině inženýra Ondřeje Heimy a jeho ženy Cyrilly Boženy Stillerové. Vyrůstal se čtyřmi mladšími bratry, Emilem (*1890), Ondřejem (*1893), Cyrilem (*1897) a nejmladším Stanislavem (*1906). Od nejranějšího mládí rád maloval. Absolvoval 7 tříd na Karlínské reálce, na níž i složil maturitní zkoušku. Jaroslav byl i dobrým sportovcem a znamenitě hrál na housle. V dalším studiu pokračoval v letech 1908–1913 na pražské malířské akademii, kde navštěvoval ve školním roce 1908/1909 I. ročník všeobecné školy – tzv. přípravka u prof. B. Roubalíka s výsledným prospěchem „Dobrý“ a ve školním roce 1909/1910 II. ročník všeobecné školy – tzv. přípravka u prof. V. Bukovace s výsledným prospěchem „Chvalitebný“ a oceněn 50K při výroční výstavě. V dalším studiu ve školním roce 1910/11 a 1911/12 navštěvoval speciální školu prof. H. Schwaigra a ve školním roce 1912/13 speciální školu prof. M. Pirnera s výsledným prospěchem „Chvalitebný“ a získal školní cenu 50K.
Po absolvování akademie, se rozhodl zasvětit svůj další život učitelské dráze, složil nezbytné zkoušky a roku 1913 zahájil svojí učitelskou dráhu jako suplující profesor na reálce ve Vršovicích. Po vypuknutí první světové války byl povolán do rakouské armády a bojoval v Srbsku, Itálii a Rusku, kde prožil dva roky v zajetí. Po návratu z války se v květnu roku 1919 oženil s Marií Konečnou a opět působil na vršovické reálce, odkud byl v roce 1923 přeložen do Poličky.
V Poličce působil na reálném gymnáziu jako profesor kreslení a deskriptivní geometrie. V letech 1925–1931 vyučoval mladého výtvarníka Jaroslava Zrůsta. Zde se často zúčastňoval soutěží na rozličné plakáty. Zúčastnil se rovněž i soutěže na svatováclavský dukát. Byl autorem návrhů na odznaky a záhlaví titulní strany poličského časopisu „Jitřenka“. Účastnil se výstav uměleckého východočeského salonu v Poličce, jehož byl i zakládajícím členem, namaloval mnoho kreseb a maleb Poličky a byl autorem mnoha portrétů poličských osobností. Byl také autorem znaku, který dodnes užívá Polička při hudebním festivalu „Polička 555“ a v roce 1933 byl spoluzakladatelem místního hokejového oddílu.
V roce 1950 odešel na zasloužený odpočinek, kterého si však mnoho neužil a 13. července roku 1951 v poličské nemocnici zemřel.

## Galerie

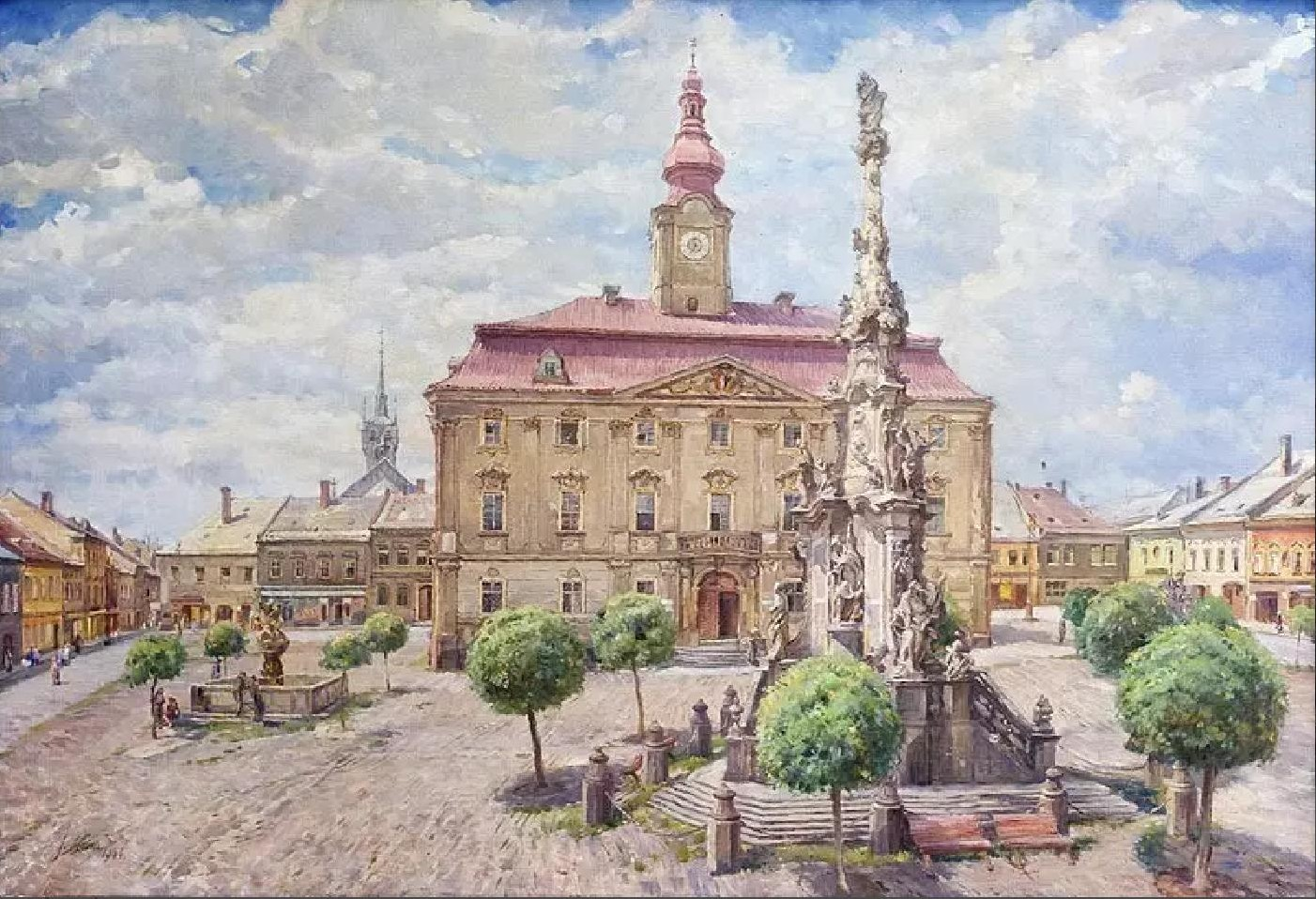
Náměstí v Poličce, olej a plátně (1944)
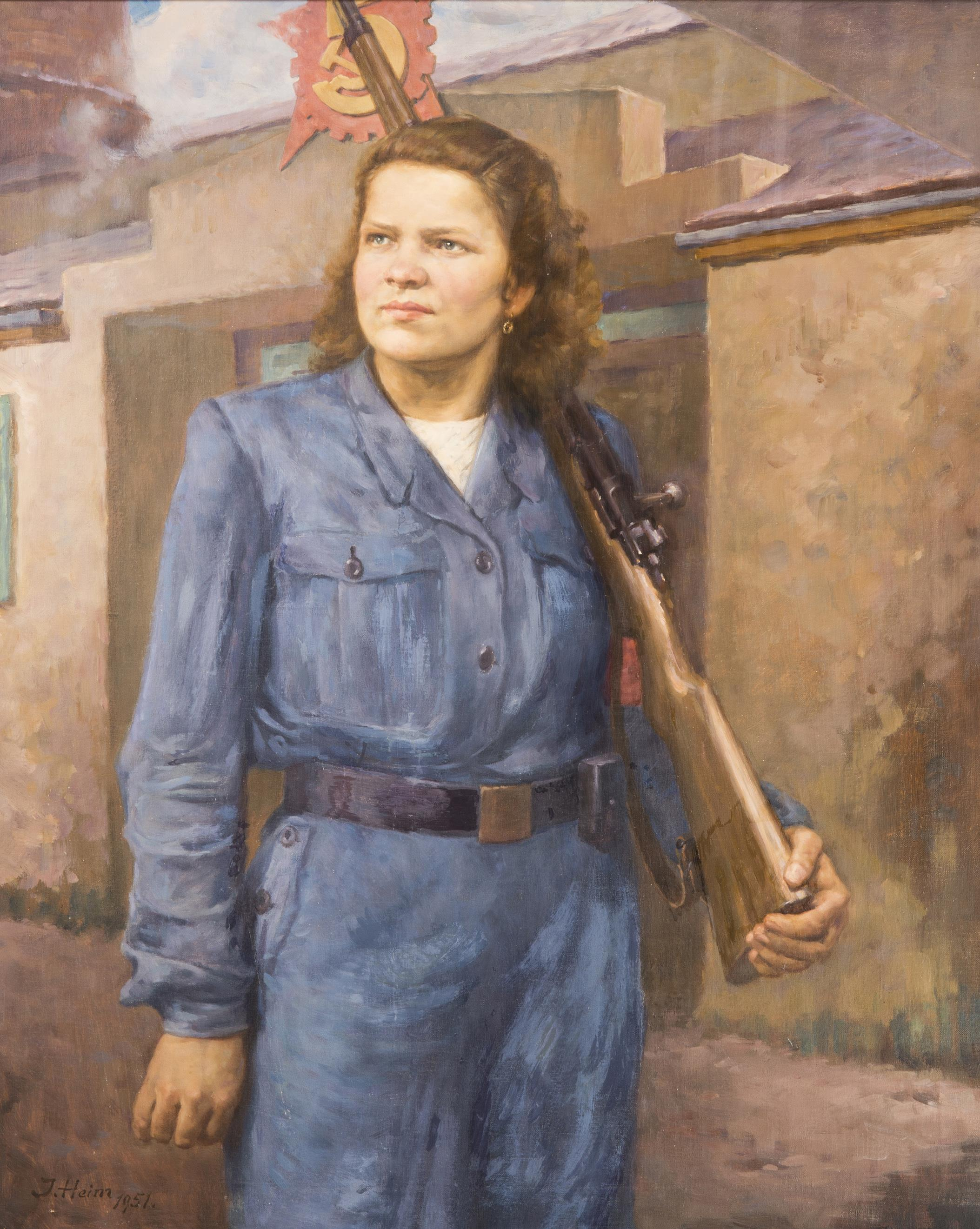
Milicionářka před branou Poličských strojíren, olej a plátně (1950)
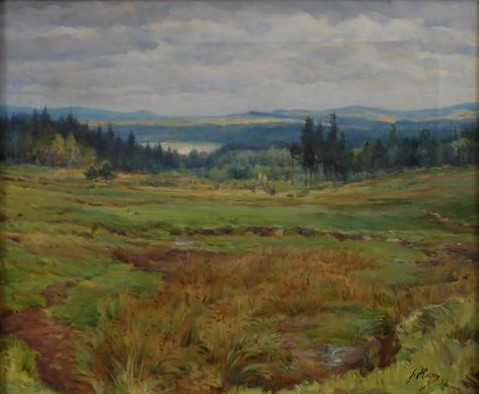
Náhorní zamokřená louka, pastvina, olej a plátně (1932)
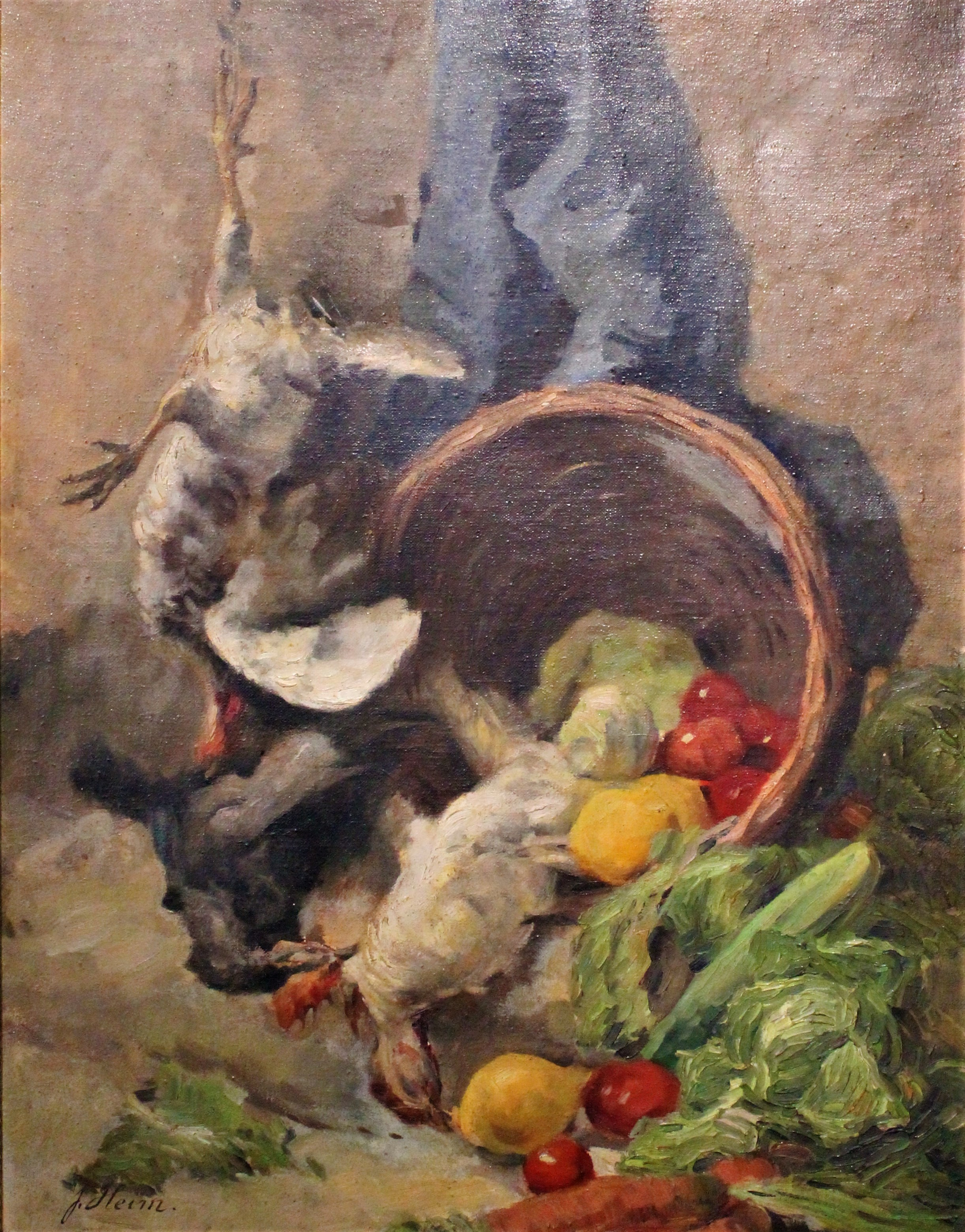
Kuchyňské zátiší se slepicemi, olej a plátně
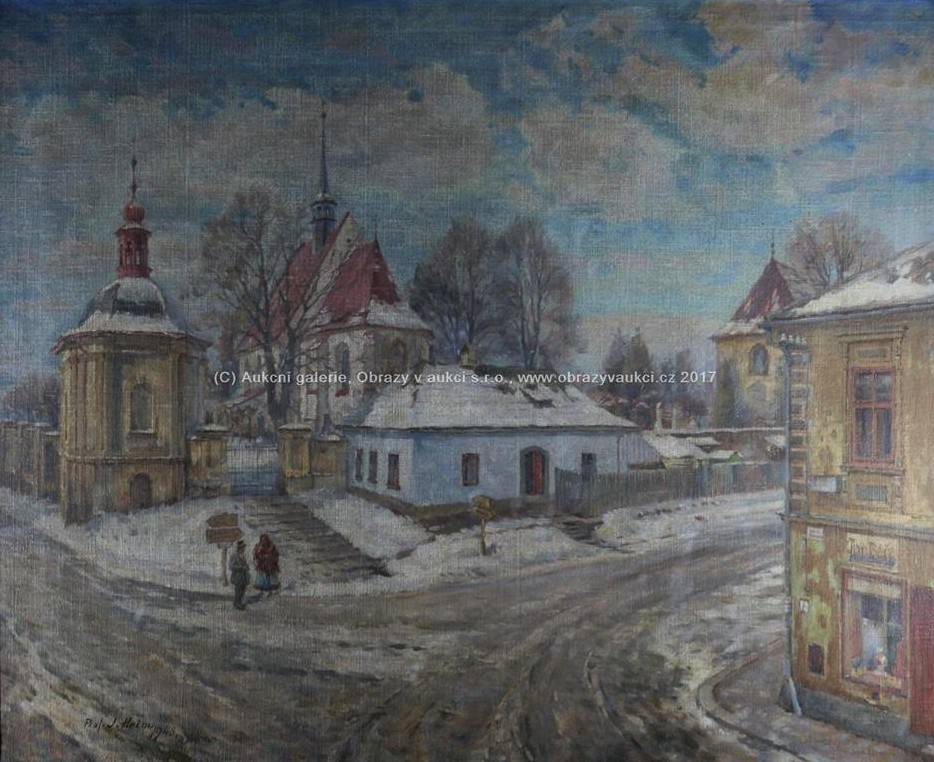
Před kostelem, olej a plátně

## Díla ve sbírkách Českých muzeí a galerií
- Městské muzeum a galerie Polička
  - Grafika – Diana s tukanem[8]
  - Výtvarné umění – Podobizna MUDr. Aloise Uchytila[9]
    - – U stavu[10]

## Žáci
- Jaroslav Zrůst

## Výstavy (výběr)

### Autorská
- 1959 – posmrtná výstava „Opuštěná paleta“, Městské muzeum, Polička

### Kolektivní
- 1965 – XXV. Východočeský umělecký salon, Městské muzeum a galerie, Polička